# Повість про два світи (фільм, 1921)
Повість про два світи (англ. A Tale of Two Worlds) — американська драма режисера Френка Ллойда 1921 року.

## Сюжет
Біла дитина усиновлена і вихована китайським громадянином і доставлена в Сан-Франциско, де ніхто не передбачає, що він насправді не китаєць.

## У ролях
- Дж. Френк Глендон — Ньюкомб
- Літріс Джой — Суі Сен
- Воллес Бірі — Лінг Джо
- Е. Елін Воррен — Аг Вінг
- Маргарет МакВейд — служитель
- Того Ямамото — «Одне Око»
- Ютака Абе — «Черв'як»
- Чоу Янг — рабиня
- Етта Лі — Аг Фаг